# De sensatie der toekomst
De sensatie der toekomst is een Nederlandse film uit 1931, geregisseerd door Dimitri Buchowetzki en Jack Salvatori en uitgebracht door Paramount Pictures. De film was gebaseerd op het toneelstuk Television door Howard Irving Young (1893-1952). 
Sensatie der toekomst was een geluidsfilm die was opgenomen in de Paramount-studio's in het Franse Joinville. De film is een sciencefiction-detectiveverhaal waarin de televisie een voorname rol speelt.
Het was een zogeheten simultaanproductie, waarin dezelfde film voor verschillende landen met verschillende acteurs wordt opgenomen. Simultaanproductie was kort na de komst van de geluidsfilm een van de methoden om het taalprobleem van anderstalige films op te lossen, naast nasynchronisatie en ondertiteling. De film werd door Paramount ook geproduceerd in Franse (Magie moderne), Italiaanse (Televisione), Zweedse (Trådlöst och kärleksfullt), Poolse (Swiat bez grnic), Tsjechische (Svet bez hranic) en Roemeense (Televiziune) versies.

## Rolverdeling
| Acteur                | Personage |
| --------------------- | --------- |
| Dolly Bouwmeester     |           |
| Roland Varno          |           |
| Marie van Westerhoven |           |
| Charles Braakensiek   |           |
| Johan Boskamp         |           |
| Hans Braakensiek      |           |
| Jack Salvatori        |           |
| Lien Deyers           |           |